# مصنع

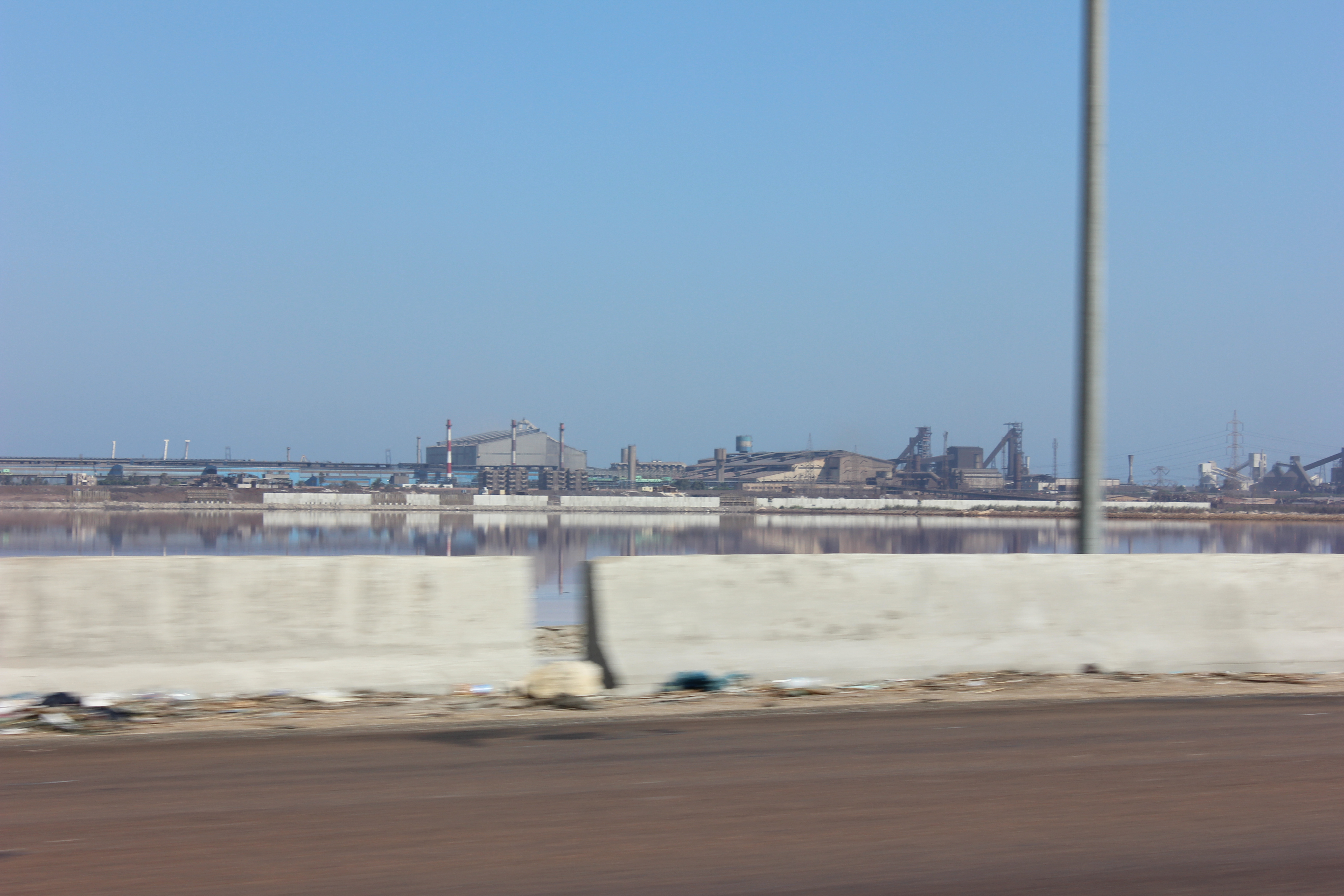
مصنع بالإسكندرية.

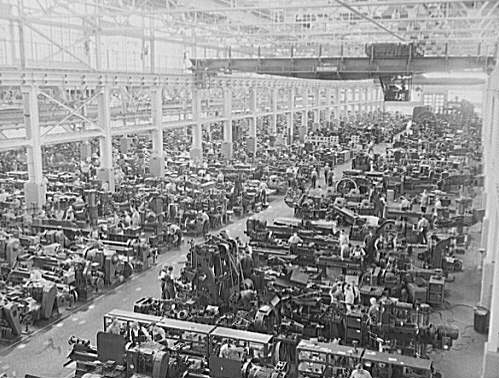
عمال داخل مصنع.

المصنع هو مبنى أو مجموعة من المباني التي تُصنع فيها المنتجات. وتتراوح المصانع في الحجم بين ورش صغيرة وبنايات تملأ مدينة بأكملها. ويحوِّل العمال والآلات داخل المصانع المواد الخام، والأجزاء، إلى منتجات جاهزة للاستخدام. وتنتج المصانع تقريبا كل المنتجات التي يستخدمها الناس فيما عدا الغذاء. ومع ذلك فهناك مصانع عديدة تعالج وتعد وتعبئ المنتجات الغذائية. تلجأ المصانع إلى مبدأ تقسيم العمل أي أنها تقسم العمل المطلوب إلى عدد من العمليات المنفصلة. وتوجد ثلاثة أنواع من المصانع هي
- المصانع النمطية
- مصانع المهمات
- مصانع السلع المتنوعة

## تاريخ
قبل تطور المصانع، كان العمال يصنعون معظم منتجاتهم في مساكنهم أو في محلاتهم. غير أن تطور الآلات العاملة بالقدرة في القرنين الثامن عشر والتاسع عشر الميلاديين، جعل من نظام المصنع الحديث شيئا ممكنا. حتى أوائل القرن العشرين، كانت المصانع قذرة ومعتمة الإضاءة والكثير منها كان يمثل خطورة للعاملين بها، وكان يتكدس معظمها في المناطق الصناعية للمدن الكبرى. أما اليوم فإن معظم المصانع بها إضاءة جيدة مكيفة الهواء. والكثير منها يقدم مواد ترفيهية أثناء العمل، والكافتيريا لتقديم الوجبات السريعة، وتستخدم الأطباء لعلاج العاملين.